# 塔耶堡
塔耶堡（法語：Taillebourg，法語發音：[tajbuʁ]）是法国滨海夏朗德省的一个市镇，位于该省中部，属于圣让当热利区。

## 地理
塔耶堡（45°50'11"N, 0°38'36"W）面积14.25 平方千米，位于法国新阿基坦大区滨海夏朗德省，该省份为法国西部滨海省份，北起旺代省，西临大西洋，南至吉倫特省，东南接多爾多涅省，东北接德塞夫勒省接壤，东临夏朗德省。
与塔耶堡接壤的市镇（或旧市镇、城区）包括：阿讷蓬、勒杜埃、格朗让、瑞克、昂沃港、圣萨维尼安、圣韦兹、圣伊莱尔-德维勒弗朗什。

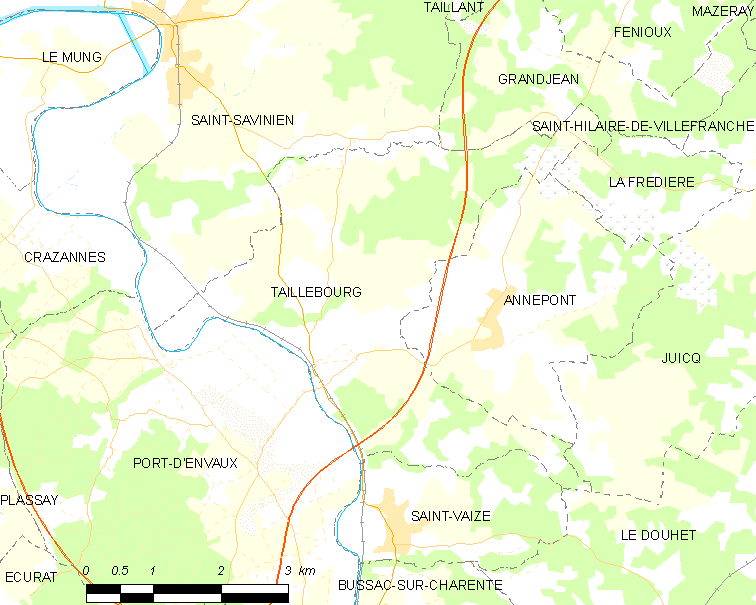
塔耶堡的OSM定位图

塔耶堡的时区为UTC+01:00、UTC+02:00（夏令时）。

## 行政
塔耶堡的邮政编码为17350，INSEE市镇编码为17436。

## 政治
塔耶堡所属的省级选区为圣让当热利县。

## 人口

1962-2008年间塔耶堡人口变化图示

塔耶堡于2022年1月1日时的人口数量为782人。